# Václav Jaromír Havel
Pour les articles homonymes, voir Havel.
Ne doit pas être confondu avec l'écrivain et homme politique tchécoslovaque puis tchèque Václav Havel.
Václav Jaromír Havel ou par réduction de son deuxième prénom Václav J. Havel ou bien plus simplement Václav Havel (prononcé en tchèque : [ˈvaːtslav ˈɦavɛl] ) (né le 17 décembre 1927 à Prague, en Tchécoslovaquie à l'époque) est un mathématicien tchécoslovaque puis tchèque spécialisé dans la théorie des graphes à laquelle il a grandement contribué.
Ce mathématicien du XXe siècle est renommé pour ses travaux s'inscrivant dans le cadre des mathématiques discrètes et de l'algorithmique dont l'aboutissement est la résolution du problème de réalisation de graphe, également résolu indépendamment par son confrère américain d'origine iranienne Seifollah Hakimi (en) en 1963.